# 허니 레몬 소다
《허니 레몬 소다》(일본어: ハニーレモンソーダ 하니이레몬소오다[*], 영어: Honey Lemon Soda)는 무라타 마유가 지은 일본의 만화다. 잡지《리본》에서 2016년 2월호부터 연재하고 있다. 낱권책은 슈에이샤에서 발간하고 있고 대한민국에서는 전자책으로만 나온다. 영화는 2021년 7월 9일에 개봉되었으며, 텔레비전 애니메이션은	J.C.STAFF에서 만들어 후지 TV 등에서 2025년 1월 9일부터 3월 27일까지 방영되었다. 대한민국에서는 대원방송 계열인 애니원에서 자막으로 방영되었고, 우리말 더빙은 같은 해 5월 10일부터 6월 14일까지 방영했다.

## 성우
| 인물                       | 일본 성우       | 한국 성우 |
| -------------------------- | --------------- | --------- |
| 이시모리 우카(石森 羽花)   | 이치노세 카나   | 손정민    |
| 미우라 카이(三浦 界)       | 야노 쇼고       | 김종엽    |
| 타카미네 토모야(高嶺 友哉) | 토키 슌이치     | 이주승    |
| 세토 사토루(瀬戸 悟)       | 야시로 타쿠     | 정의진    |
| 후루이치 무사시(古市 武蔵) | YUMA(&TEAM)     | 신경선    |
| 엔도 아유미(遠藤 あゆみ)   | 네모토 미야리   | 김보연    |
| 칸노 세리나(菅野 芹奈)     | 타카하시 리에   | 차영희    |
| 오이카와 타오(及川 多央)   | 누쿠이 유카     | 신이나    |
| 시라이시 미카(白石 望華)   | 카와세 마키     | 박혜진    |
| 코지마 레미(小島 麗美)     | 유키무라 에리   | 박혜진    |
| 하시모토 유루(橋本 由瑠)   | 이노우에 호노카 | 박혜진    |